# 完繼美
完繼美（？—？），云南昆明县人，清朝政治人物。举人出身。
同治十一年三月，擔任清朝廣東省潮州府豐順縣知縣。后由李洪毓接任。